# آندریا مودا
آندریا مودا (انگلیسی: Andrea Moda) شرکت کالای لوکس ایتالیایی است.